# Seeblick
Seeblick é um município da Alemanha, situado no distrito de Havelland, no estado de Brandemburgo. Tem 47,94 km² de área, e sua população em 2019 foi estimada em 898 habitantes.